# Culex fimbriforceps
Culex fimbriforceps är en tvåvingeart som beskrevs av Edwards 1935. Culex fimbriforceps ingår i släktet Culex och familjen stickmyggor. Inga underarter finns listade i Catalogue of Life.